# Pacific Comics
Pacific Comics (PC) fue una editorial estadounidense de cómics que estuvo activa entre 1981 y 1984. También fue una cadena de tiendas de cómics y distribuidora. Comenzó en San Diego, California, como tienda de cómics propiedad de los hermanos Bill y Steve Schanes. Junto con competidores como First Comics y Eclipse Comics, PC aprovechó el creciente mercado directo, atrayendo a varios escritores y artistas de DC y Marvel para producir títulos propiedad del creador, que no estaban sujetos al Comics Code y, por lo tanto, eran libres de presentar contenido más maduro.

## Historia

### Orígenes
En 1971, los hermanos Schanes (Steve Schanes, 17 años, y Bill Schanes, 13 años) cofundaron Pacific Comics, que comenzó como una empresa de pedidos por correo, vendiendo a los consumidores a través de anuncios en la Comics Buyer's Guide. Esto les permitió anunciarse dentro de algunos cómics de Marvel y, en última instancia, a tener tiendas minoristas tangibles. La primera tienda de Pacific Comics abrió en Pacific Beach, California, en 1974, y el negocio pronto iba tan bien que los hermanos se dieron cuenta de que "no podían conseguir mercadería" para las tiendas, por lo que establecieron un sistema de distribución, que pronto abasteció también a las tiendas vecinas.
El paso de la distribución de quioscos al mercado directo (compra directa de cómics de los editores, no retornables y con grandes descuentos) ocurrió en la década de 1970, en gran parte debido al trabajo de Phil Seuling y su compañía Sea Gate Distributors (fundada en 1972), así como una serie de personas, incluidos los hermanos Schanes y Bud Plant. El mercado directo fue de la mano con la creación de tiendas especializadas en cómics para atender a los coleccionistas que luego podían comprar Números anteriores meses después de que un número en el quiosco hubiera desaparecido. A fines de la década de 1970, gracias en parte al éxito de películas como Star Wars y Superman: The Movie, los cómics se vendían bien y Pacific expandió su sistema de distribución a nivel nacional, recaudando $200,000 de sus cuatro tiendas minoristas en San Diego y vendiendo inventario, subiendo rápidamente a la cima del nuevo sistema de distribución.
En los seis años entre 1974 y 1980, las tiendas especializadas relacionadas con cómics o fantasía aumentaron de 200 a 300 a alrededor de 1500, mientras que Pacific operaba desde una oficina-almacén de 2200 pies cuadrados (204,4 m²) en Kearny Mesa, con 500 cuentas mayoristas. Según el hermano mayor Steve, la empresa "recaudó un poco menos de un millón de dólares ese año" y pronto duplicó su superficie.

### Publicación
En 1979, Pacific se metió de lleno en la industria editorial cuando lanzó Warriors of Shadow Realm, un portafolio de John Buscema compuesto por seis láminas a color firmadas destinado a acompañar un cuento de fantasía épica de Doug Moench y las tres entregas de Weirdworld por Buscema que se publicaron en  Marvel Comics Super Special #11-13 (junio-octubre de 1979).
En 1981, el distribuidor rival Capital City lanzó un título en blanco y negro, Nexus, que distribuyó a través de su propio sistema. Los hermanos Schanes tomaron nota y decidieron hacer lo mismo, a pesar de que todavía estaban pagando la deuda de un préstamo bancario de $300,000 dólares obtenido en 1979 al 25 por ciento de interés. Steve, quien, con una licenciatura en escultura y experiencia en arte, se encargó de las negociaciones con los creadores, mientras que Bill se encargó de la parte comercial y contable. Los hermanos se volvieron hacia Jack Kirby. Steve Schanes recuerda: "Pensé que si querías llamar la atención de la gente con un nuevo cómic, ¡quién mejor para hacerlo que el rey de los cómics, Jack Kirby! Ya éramos amigos de Jack. Solíamos enviarle copias gratuitas de cómics que había dibujado para otros editores porque nunca le enviaban ninguno, así que lo llamé por teléfono y resultó ser un buen tipo, completamente accesible... Negociamos un acuerdo editorial completo y detallado, entre nosotros dos. Sin intermediarios".
Los hermanos Schanes le pidieron a Kirby, quien había dejado los cómics en 1978, solo los derechos de publicación, asegurándole que podría mantener la propiedad y los derechos de autor completos, y dijo que incluso lo ayudarían a licenciar personajes para usar en el extranjero o en otros medios. Por lo tanto, Pacific afirma haberse convertido en la primera compañía en pagar regalías a Kirby. Kirby proporcionó a Pacific Captain Victory and the Galactic Rangers, que se publicó bimensualmente desde agosto de 1981. Aunque los Schanes anticiparon ventas de menos de 25 000, el primer número vendió 110 000 copias. Kirby luego dejó que Pacific publicara su Silver Star, y los hermanos decidieron comenzar una línea de libros convencionales a todo color. cómics.

En poco tiempo, Pacific atrajo el interés de otros profesionales del cómic, incluido Mike Grell (que recuerda que en realidad fue el primero en firmar con Pacific por un par de semanas, pero que el trabajo de Kirby se publicó primero porque "entregaba primero.") quien había planeado que su Starslayer apareciera en DC, pero después de que se eliminó del calendario, los Schanes se acercaron a él para publicarlo.
Otro invitado fue el entonces aspirante a artista Dave Stevens, que compraba cómics en las tiendas de Pacific y había conocido a los hermanos en la San Diego Comic-Con en 1981. Cuando Starslayer #2 se quedó corto unas pocas páginas, se le pidió a Stevens que completara las páginas restantes, y finalmente se le ocurrió The Rocketeer.

### Experimentación y expansión
En 1983, Pacific actualizó a papel con tinta de mayor calidad. Las innovaciones de Pacific en las propiedades de los creadores y las impresiones de alta calidad pronto fueron imitadas por los líderes de la industria DC Comics y Marvel Comics.
Pacific continuó distribuyendo y publicando cómics, ejecutando ambas operaciones desde un almacén de San Diego al que se habían mudado en julio de 1982. También compraron una estación de bomberos en Steeleville, Illinois y la convirtieron en un centro de distribución. También operaba almacenes en Los Ángeles y Phoenix en ese momento. Al imprimir alrededor de 500 000 libros de historietas cada mes, los Schans emplearon a unas cuarenta personas solo en su operación de San Diego y recaudaron más de $ 3.5 millones por año.
Los hermanos contrataron a su padre, Steven E. Schanes, como vicepresidente financiero y a su madre (Christine Marra) como gerente de oficina. El hermano mayor Paul "Pablo" trabajó en el departamento de registros financieros, y la hermana Chris, una abogada de Los Ángeles, brindó asesoramiento sobre asuntos legales.

### Trabajos Posteriores
La producción publicada de Pacific contenía editoriales de David Scroggy, quien había comenzado como minorista de historietas en 1975 y ascendió a gerente general de las cuatro tiendas de Pacific en San Diego a fines de la década de 1970. También ayudó a traer al evasivo Steve Ditko a Pacific.
Pacific ofreció el trabajo de Ditko, Missing Man, como vista previa en Captain Victory #6, y luego apareció en números de Pacific Presents. Su trabajo fue escrito por Mark Evanier. Mientras tanto, Pacific publicó una reimpresión en blanco y negro del tamaño de una revista de Rog 2000 historias que John Byrne había hecho en los años 70 para Charlton Comics, así como una serie de títulos bajo su empresa matriz Blue Dolphin Enterprises. También dio la bienvenida a Bruce Jones a la empresa, y a  Groo the Wanderer de Sergio Aragonés y Mark Evanier.

### 3-D, Elric y caída de ventas
En 1984, Steve Schanes decidió traer de vuelta el 3-D a los cómics, una tendencia fugaz en la década de 1950 que luego se había visto obstaculizada por las malas separaciones de impresión. Ray Zone fue contratado para hacer la producción, después de haber convertido con éxito una imagen de Kirby para el cereal Honeycomb. Steve Schanes decidió que el libro en 3-D sería Alien Worlds 3-D, que presenta el primer trabajo publicado de Art Adams, junto con John Bolton, Bill Wray y otros. Sin embargo, las ventas de este cómic de producción tan costosa fueron bajas y las ventas generales siguieron su ejemplo. Los one-shots se volvieron más comunes, y las ventas tolerables de Elric de Melniboné tropezaron cuando First Comics adquirió los derechos, poniendo a Pacific en la incómoda posición de continuar como distribuidor en un cómic de una editorial rival que habían ayudado a promocionar.

### Competencia y colapso
Después de que dificultades organizativas retrasaron el lanzamiento de Starslayer por varios meses, Mike Grell decidió llevar sus creaciones a First Comics, y comenzó a ocurrir un efecto dominó con la pérdida de un personaje de alto perfil cuyo título fue llevado a un editor rival generó malas relaciones públicas en la industria, lo que llevó a otros creadores a perder la fe en Pacific.
Más importante aún, el brazo de distribución de Pacific estaba sufriendo serios problemas, debido en parte a las extensiones de crédito excesivamente generosas a los minoristas, que no se devolvieron tan rápido como se esperaba. Así, Steve Schanes explicó:

La mayoría de nuestros libros de historietas seguían ganando dinero a manos llenas, pero había un gran problema en la distribución. Concedimos demasiado crédito a los minoristas que no nos pagaban a tiempo, y ya estábamos trabajando con un margen de beneficio minúsculo, tal vez del cinco al ocho por ciento. No presionamos lo suficiente para obtener el dinero de las cuentas por cobrar, que nos debían cientos de miles de dólares. Si tuviera que resumir la principal razón por la que la echamos a perder, esa sería nuestra mala gestión de efectivo en el lado de la distribución.

El brazo de publicación de Pacific también estaba atrayendo competidores, y Pacific se encontró distribuyendo los títulos de los competidores, incluidos Kitchen Sink Press, Last Gasp y Rip Off Press. Con esto en mente, otras editoriales—incluidas Capital City (cuyo cómic Nexus vendió más que varios títulos del Pacífico), Comico, Aardvark-Vanaheim, Educomics , Quality, Eagle, Eclipse, First, Vortex, New Media, Fantagraphics, Mirage—temían que tener a Pacific, una editorial rival, como su distribuidor podría resultar en que quedaran aislados de las tiendas de historietas. Esto probablemente influyó en los múltiples distribuidores alternativos que surgieron para competir con Pacific, hasta que casi una cuarta parte de las cuentas de las tiendas de cómics de Pacific se pasaron a distribuidores alternativos en 1984, sin pagar los cómics a Pacific por más de tres meses.
Al mismo tiempo, Pacific y la empresa matriz Blue Dolphin Enterprises se encontraron a sí mismos siendo objeto de demandas, incluidas algunas relacionadas con derechos extranjeros y regalías de títulos propiedad de creadores publicados por Pacific. En agosto de 1984, con una deuda de la empresa de 740.000 dólares, Los Schaneses informaron a su personal que todos estarían sin trabajo en septiembre. Según Steve Schanes, la rama editorial de Pacific todavía estaba obteniendo ganancias en el momento de la cierre, pero fue superado por las pérdidas del brazo de distribución, y él y su hermano carecían de la experiencia comercial para vender parte del negocio.

### Liquidación
Después del colapso de Pacific en 1984, muchas de sus publicaciones propiedad de los creadores se trasladaron a Eclipse Comics: Twisted Tales de Bruce Jones, Alien Worlds y Somerset Holmes; Rocketeer Special de Dave Stevens y un one-shot de Mark Evanier/Sergio Aragones' Groo the Wanderer.
Cuando Pacific entró en liquidación en septiembre de 1984, La empresa de distribución de Phil Seuling Sea Gate Distributors también cerró. Los centros de distribución y almacenes de Pacific fueron comprados por Bud Plant, Inc. y Capital City Distribution, quienes también abrieron una instalación ampliada en el antiguo espacio de Seagate en Sparta, junto con la planta de impresión de cómics.
Steve Schanes y su esposa, Ann Fera, posteriormente fundaron Blackthorne Publishing, y Bill Schanes encontró empleo en Diamond Comic Distributors.

## Legado
El escritor Jay Allen Sanford declaró que Pacific "sirvió de base para Image Comics".

## Creadores asociados con Pacific Comics
- Neal Adams
- Sergio Aragonés
- Steve Ditko
- Mark Evanier
- Michael T. Gilbert
- Mike Grell
- Bruce Jones
- Jack Kirby
- P. Craig Russell
- Dave Stevens